# 麥潔兒
麥潔兒（英語：Mak Kit yee），香港飲食作家、烹飪導師、食物造型師，有「美女廚神」的稱號。

## 生平
麥潔兒畢業於香港理工大學酒店及餐飲管理系，她自小喜愛烹飪，曾學習烹調意大利菜，亦曾到美國交流。大學最後一年課程期間，麥潔兒獲得大學及香港意大利總商會安排，於香港君悅酒店Grissini意大利餐廳廚房實習。
大學畢業後，她曾任職美容零售管理，並於公餘時繼續其興趣，創作新菜式。其後她更辭去工作，全職在家中寫食譜；並向雜誌媒體自薦、及到私人屋苑會所當烹飪導師。她亦建立個人烹飪教學網站，終獲飲食雜誌邀請撰寫食譜專欄，及由出版商為她出版食譜書籍。其後，她獲邀為無線電視飲食節目《美女廚房》（第二輯）擔任嘉賓評判，開始為大眾熟悉。其食譜作品包括《花の甜點》、《譜出初戀滋味》和《Kit Mak．草本煮意》等。
2010年，麥潔兒為東瀛遊擔任旅行團美食領隊，帶領團友到日本北海道及九州等地品嚐美食。
2022年移民英國。

## 書籍作品
- 《Kit Mak．草本煮意》，尚方文化 ISBN 9789881862211
- 《譜出初戀滋味》，海濱圖書公司 ISBN 9789882026414
- 《花之甜點》(Blossoming Dessert)，萬里機構．飲食天地出版社 ISBN 9789621437693

## 電視節目
- 2009年：翡翠台《美女廚房》（第二輯）評判
- 2010年：無綫為食台《新派煮意》主持
- 2014年：翡翠台《我係小廚神》評判
- 2015年：翡翠台《我係小廚神2》評判
- 2016年：翡翠台 《為食3姊妹》廚師
- 2017年：奇妙電視《杜汶澤食住上》嘉賓
- 2017年：翡翠台/TVB8《我是小廚神-新加坡篇》評判
- 2018年：翡翠台《美女廚房》（第三輯）嘉賓（第3集）
- 2019年：香港電台《日常830》(逢星期五晚-飲食) 主持
- 2021年：ViuTV《開運旅神團》廚師

## 資料來源
1. 1 2  美女廚神 金牌飯局 （页面存档备份，存于） 東周刊，350期 2010年5月11日
2. 1 2  美女廚師麥潔兒　理想煮意 （页面存档备份，存于） 太陽報，2009年9月29日
3. ↑  麥潔兒小檔[] 明報，2010年5月10日
4. ↑  從廚房闖出名堂 麥潔兒 （页面存档备份，存于） EDU Plus月刊